# Orthochromis mazimeroensis
Orthochromis mazimeroensis är en fiskart som beskrevs av De Vos och Seegers, 1998. Orthochromis mazimeroensis ingår i släktet Orthochromis och familjen Cichlidae. IUCN kategoriserar arten globalt som starkt hotad. Inga underarter finns listade i Catalogue of Life.